# Оганесян, Юрий Цолакович

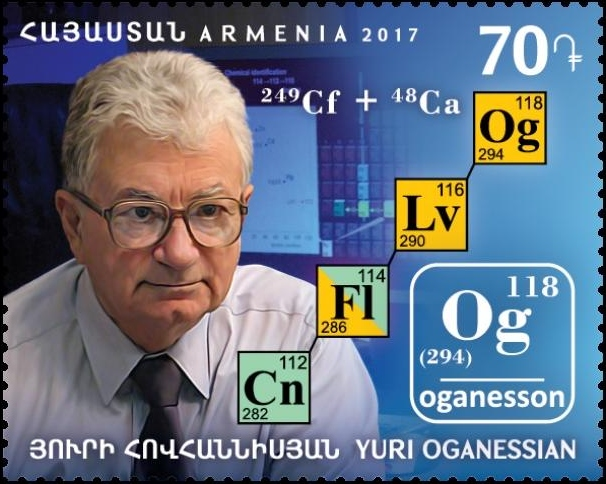
Ю. Ц. Оганесян и названный в его честь элемент оганесон на почтовой марке Армении 2017 года

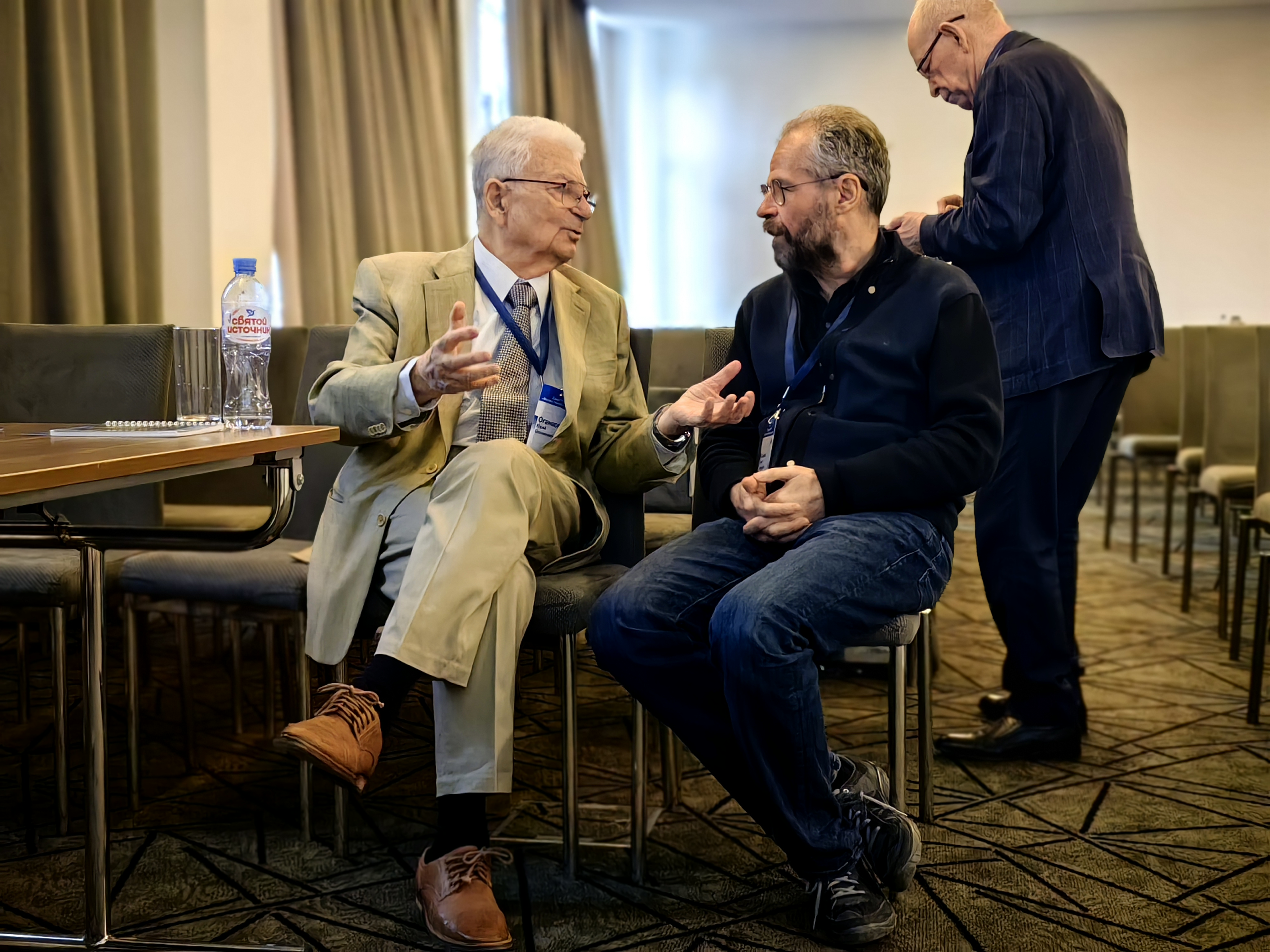
Юрий Оганесян и Ефим Хазанов (2024)

Ю́рий Цола́кович Оганеся́н (арм. Յուրի Ցոլակի Հովհաննիսյան; род. 14 апреля 1933 года, Ростов-на-Дону) — советский, армянский и российский учёный, специалист в области экспериментальной ядерной физики, академик РАН (2003), научный руководитель Лаборатории ядерных реакций им. Г. Н. Флёрова в Объединённом институте ядерных исследований в Дубне, заведующий кафедрой ядерной физики университета «Дубна».
В честь Оганесяна назван 118-й химический элемент оганесон. Оганесон стал вторым (после сиборгия) элементом, названным в честь живущего человека, и это единственный элемент, у которого человек, в честь кого он был назван, жив до сих пор.

## Биография
Родился 14 апреля 1933 года в Ростове-на-Дону. Детские и школьные годы прошли в Ереване, куда его семья переехала в 1939 году по причине принятия приглашения на работу отца Юрия Оганесяна.
В 1956 году окончил МИФИ.
В 1970 году Оганесяну присвоена степень доктора физико-математических наук, тема докторской диссертации, защищённой в ОИЯИ: «Деление возбужденных ядер и возможности синтеза новых изотопов».
Член-корреспондент АН СССР c 1990 г. — Отделение ядерной физики (ядерная физика).
Академик РАН с 2003 г. — Отделение физических наук РАН.
Председатель Научного совета РАН по прикладной ядерной физике.
Ю. Ц. Оганесян входит в редколлегию и редсоветы журналов «Физика элементарных частиц и атомного ядра», «Europhysics news» и «Ядерная физика». В течение многих лет был членом редакционного совета «J. Phys. G», «Nuclear Physics News International», членом Учёных советов GANIL (Франция) и RIKEN (Япония).

## Почётные звания
- Профессор Университета г. Париж[уточнить]
- профессор Конан Университета (г. Кобе, Япония).
- Иностранный член Сербской академии наук и искусств (1995),
- иностранный член Национальной Академии наук Армении.
- Почётный доктор Франкфуртского университета им. Гёте (Германия, 2002),
- почётный доктор Университета Мессина (Италия, 2002).
- почётный доктор Российского химико-технологического университета (2019). Награждение состоялось 20 декабря в Большом актовом зале Миусского комплекса в рамках торжественного заседания, посвященного окончанию Международного года периодической таблицы[5].
- почётный доктор НИЦ «Курчатовский институт» (2021).
- почётный профессор Московского государственного университета им. М. В. Ломоносова (2022). Награждение состоялось 1 сентября в Актовом зале Главного здания университета в рамках торжественного мероприятия, посвящённого началу 2022—2023 учебного года в университете.[6]

В 2018 году указом Премьер-министра Армении Никола Пашиняна Юрию Оганесяну предоставлено армянское гражданство.

## Научная работа
Свою научную деятельность Ю. Ц. Оганесян начал в Институте атомной энергии. Являясь ближайшим учеником академика Г. Н. Флёрова, внёс большой самостоятельный вклад в развитие этого направления как в реализацию оригинальных физических идей, так и в становление экспериментальной базы ускорителей. С 1958 г. научная деятельность Ю. Ц. Оганесяна связана с Лабораторией ядерных реакций (ныне им. Г. Н. Флёрова) Объединённого института ядерных исследований в Дубне.
Ю. Ц. Оганесяном проведены фундаментальные исследования механизма взаимодействия сложных ядер. Им было обнаружено и исследовано влияние ядерной структуры на коллективное движение ядер в процессах слияния и деления, он является автором открытия нового класса ядерных реакций — холодного слияния массивных ядер (1974 г.), широко используемых по настоящее время в различных лабораториях мира для синтеза новых элементов вплоть до Z = 113.
Ю. Ц. Оганесяну принадлежат основополагающие работы по синтезу новых элементов на пучках тяжёлых ионов. В 1960—70-х гг. им с сотрудниками были впервые проведены эксперименты по синтезу элементов с Z = 104—108. Для исследований предельно тяжёлых ядер Ю. Ц. Оганесяном были выбраны реакции слияния нейтронно-обогащённых изотопов актинидов с ускоренными ионами кальция-48. В 1999—2010 гг. в этих реакциях были впервые синтезированы атомы с Z равными: 113 (2004 г.), 114 (1998 г.), 115 (2004 г.), 116 (2000 г.), 117 (2010 г.), 118 (2002 г.), свойства распада которых, а именно, значительное увеличение времени жизни (периода полураспада), доказывают существование «острова стабильности» в области сверхтяжёлых элементов с Z = 114 и N = 184. Одновременно, в гонке по открытию новых сверхтяжёлых элементов и экспериментальному доказательству существования «острова стабильности» участвовали коллективы ученых крупнейших лабораторий США, Германии, Японии и Франции.
Ю. Ц. Оганесян является соавтором открытия тяжёлых элементов таблицы Д. И. Менделеева:
104-го элемента — резерфордий,
105-го элемента — дубний,
106-го элемента — сиборгий,
107-го элемента — борий,
синтезы которых были признаны научными открытиями и занесены в Государственный реестр открытий СССР. Для элемента с атомным номером 118 сотрудничающие команды учёных из Объединённого института ядерных исследований в Дубне (Россия) и Ливерморской национальной лаборатории имени Лоуренса (США), участвовавших в его получении, предложили название оганесон и символ Og, которые были утверждены ИЮПАК 28 ноября 2016 года.
Стал вторым учёным (после Г. Сиборга), при жизни которого его именем был назван химический элемент.

## Труды
Автор более 250 научных работ, 3 монографий и более 10 обзоров.
- Yu. Oganessian et al., Synthesis of a New Element with Atomic Number Z = 117. Physical Review Letters, v.104, p. 142502 (2010).
- Yu. Oganessian, Heaviest nuclei from 48Ca-induced reactions. J. of Physics G, v.34, p.R165 (2007).
- Yu. Oganessian, Synthesis and decay properties of superheavy elements. J. International Union of Pure and Applied Chemistry, v.78, p. 889 (2006).
- Yu. Oganessian et al., Synthesis of the isotopes of elements 118 and 116 in the 249Cf and 245Cm + 48Ca fusion reactions. Physical Review C, v.74, p. 044602, (2006).
- Ю. Ц. Оганесян, Реакции синтеза тяжелых ядер: краткий итог и перспективы. Ядерная физика. Т.69, No.6. с. 961 (2006).
- Yu. Oganessian et al., Synthesis of Elements 115 and 113 in the reaction 243Am + 48Ca. Physical Review C, v.72, p. 034611 (2005).
- Yu. Oganessian, Sizing up the heavyweights. NATURE, v. 413, p. 122 (2001).

## Награды
- Орден «За заслуги перед Отечеством» II степени (24 октября 2017) — за большой вклад в развитие науки и образования, подготовку квалифицированных специалистов[10].
- Орден «За заслуги перед Отечеством» III степени (20 ноября 2003) — за выдающийся вклад в развитие ядерной физики, подготовку научных кадров и многолетнюю добросовестную работу[11].
- Орден «За заслуги перед Отечеством» IV степени (3 августа 1999) — за большой вклад в укрепление экономики, развитие социальной сферы и многолетний добросовестный труд[12].
- Орден Почёта (28 января 2009) — за достигнутые трудовые успехи и многолетнюю плодотворную работу[13].
- Орден Трудового Красного Знамени.
- Орден Дружбы народов (23 апреля 1993) — за большой личный вклад в развитие отечественной науки и укрепление международного сотрудничества в области ядерной физики[14].
- Орден «Знак Почёта».
- Орден Святого Месропа Маштоца (Армения, 20 сентября 2019) — за значительный вклад в развитие науки и выдающиеся достижения[15].
- Орден Почёта (Армения, 17 сентября 2016) — за выдающиеся достижения в области ядерной физики[16].
- Офицер ордена Заслуг перед Республикой Польша.
- Государственная премия Российской Федерации в области науки и технологий 2010 года (9 июня 2011) — за открытие новой области стабильности сверхтяжёлых элементов[17].
- Государственная премия СССР (1975) — за цикл работ по синтезу и изучению свойств атомных ядер и границ ядерной устойчивости.
- Премия Ленинского комсомола (1967).
- Почётная грамота Правительства Российской Федерации (13 декабря 2021) — за большой вклад в развитие науки и образования, подготовку квалифицированных специалистов[18][19].
- Золотая медаль имени И. В. Курчатова (1989) — за цикл работ по синтезу и изучению стабильности наиболее тяжелых элементов на интенсивных пучках ионов.
- Премия имени Г. Н. Флёрова (ОИЯИ, 1993).
- Премия имени А. фон Гумбольда (Германия, 1995).
- Мемориальная лекция Манне Сигбана (1999).
- Премия имени Л. Мейтнер (Европейское физическое общество, 2000).
- Золотая медаль Национальной Академии наук Армении (2008).
- Золотая медаль имени Льва Николаева (2017) — за существенный вклад в просвещение, популяризацию достижений науки и культуры.
- Большая золотая медаль имени М. В. Ломоносова (2018)[20] — за фундаментальные исследования в области взаимодействия сложных ядер и экспериментальное подтверждение гипотезы существования «островов стабильности» сверхтяжелых элементов.
- В честь Ю. Ц. Оганесяна назван 118-й элемент таблицы Менделеева[2][21].
- Международная премия ЮНЕСКО-России им. Д. И. Менделеева за достижения в области фундаментальных наук (2021)[22]
- Научная премия Сбера (2022)[23].
- Почётный гражданин Московской области (11 ноября 2021)[24]
- Золотая медаль мэра Еревана (Армения)[25].